# Krystyna Liberda
Krystyna Liberda-Stawarska, née le 7 mars 1968 à Niedźwiedź, est une biathlète polonaise. 

## Carrière
Aux Championnats du monde 1993, elle obtient la médaille de bronze à la course par équipes en compagnie de Zofia Kiełpińska, Anna Stera et Helena Mikołajczyk.
Elle a aussi participé aux Jeux olympiques d'Albertville en 1992.

## Palmarès

### Jeux olympiques
| Épreuve / Édition                | Individuel | Sprint | Relais |
| Jeux olympiques 1992 Albertville | 59e        | 60e    | —      |

### Championnats du monde
- Médaille de bronze par équipes aux Championnats du monde 1993.